# Клошник Орест Васильович
Орест Васильович Клошник (5 лютого 1988, с. Мишковичі, Тернопільський район, Тернопільська область — 7 вересня 2022, Донецька область) — український військовослужбовець Збройних сил України, учасник російсько-української війни.

## Життєпис
Орест Клошник народився 5 лютого 1988 року у селі Мишковичі, нині Великоберезовицької громади Тернопільського району Тернопільської области України.
Працював у компанії «Техно-Буд-Центр».
Мобілізований 7 березня 2022 року. 7 вересня 2022 року загинув на Донеччині.
Похований в родинному селі.

## Вшанування пам'яті
30 жовтня 2022 року на фасаді Ладичинській гімназії відкрито меморіальну дошку на честь Ореста Клошника.